# SIAI S.12
Il SIAI S.12 era un idrovolante biplano da ricognizione e bombardamento leggero sviluppato dall'azienda italiana Società Idrovolanti Alta Italia (SIAI) negli anni dieci del XX secolo e rimasto allo stadio di prototipo.
Proposto alla Regia Marina, a causa del suo disinteressamento al modello questo venne convertito ad uso agonistico partecipando, vincendola, alla terza edizione della Coppa Schneider del 1920.

## Storia del progetto
Le esigenze belliche della prima guerra mondiale suggerirono alla SIAI di sviluppare un nuovo modello da proporre all'aviazione militare italiana, che già utilizzava lo SIAI S.8. L'azienda incaricò l'ingegner Raffaele Conflenti di progettare un nuovo modello da proporre al mercato dell'aviazione militare. Conflenti riprese, affinandola, l'impostazione dei precedenti progetti ed avviò il disegno di un primo sviluppo, avviato nel 1918 che si concretizzò nel modello S.9, equipaggiato con un motore Fiat A.12bis da 300 CV (221 kW), seguito dall'S.12 il cui prototipo venne portato in volo per la prima volta nel corso del 1919.
Fu presentato alla commissione esaminatrice della Regia Marina che però non espresse particolare interesse al velivolo, non dando seguito ad alcuna commissione. Decaduta la possibilità di una commercializzazione, il programma di sviluppo venne dirottato nella riconversione del prototipo al ruolo di aereo da competizione affiancandolo all'S.19, che era stato espressamente progettato per la partecipazione alla terza edizione della Coppa Schneider, ma che era in ritardo nella sua realizzazione.
Nelle intenzioni del costruttore il modello, che nella bibliografia dell'epoca è indicato anche come Savoia S.12 o SIAI S.12bis, avrebbe potuto così ottenere maggiore interesse data la notorietà rappresentata in campo internazionale dalla competizione aeronautica. Tuttavia, nonostante fosse riuscito ad aggiudicarsi il trofeo, a Venezia il 20 settembre 1920 e a conseguire successivamente sul Lago Maggiore, il 7 gennaio 1921, un primato di velocità in volo livellato raggiungendo i 222 km/h (circa 139 mph) alla quota di 13 000 ft (3 962 m), continuò a non ricevere attenzioni dalla Regia Marina e l'esemplare continuò ad essere utilizzato come velivolo dimostrativo con la partecipazione a vari concorsi dell'epoca.

## Tecnica
L'S.12 conservava l'aspetto generale degli idrovolanti del periodo e sostanzialmente l'impostazione del capostipite SIAI S.8, idrovolante biposto a scafo centrale con configurazione alare biplana.
Lo scafo, realizzato in legno, era caratterizzato dall'abitacolo aperto a due posti affiancati per il pilota ed il copilota osservatore, più un terzo per la postazione da difesa, rimossa nello sviluppo da competizione. Posteriormente terminava in un impennaggio classico cruciforme, monoderiva con piani orizzontali controventati.
La configurazione alare era biplana, con ala superiore dall'apertura leggermente maggiorata, la prima posizionata alta a parasole e la seconda montata alta sullo scafo, collegate, tra loro da una doppia coppia di montanti tubolari per lato integrati da tiranti in filo d'acciaio. La prima era collegata allo scafo centrale tramite un'incastellatura dove era anche collocato il motore e la seconda era dotata di due galleggianti equilibratori applicati sulla parte inferiore del profilo tramite una struttura tubolare.
La propulsione, nel suo sviluppo da competizione, era affidata ad un motore Ansaldo San Giorgio 4E-28 in grado di erogare una potenza pari a 480 CV (353 kW), collocato in configurazione spingente ed abbinato ad un'elica quadripala in legno a passo fisso.

## Impiego operativo
Dopo le valutazioni, la Regia Marina non espresse interesse a dotarsi del nuovo modello ed il programma di sviluppo venne interrotto. Tuttavia venne riconvertito nel ruolo di aereo da competizione per la partecipazione alla terza edizione della Coppa Schneider che si sarebbe disputata a Venezia tra 19 ed il 21 settembre 1920 ed affidato al tenente di vascello pilota Luigi Bologna. Il velivolo venne alleggerito eliminando l'equipaggiamento bellico e venne equipaggiato con un motore Ansaldo-San Giorgio 4E-28 da 480 CV (353 kW).
L'edizione, la prima disputata dopo il termine della prima guerra mondiale, fu caratterizzata da una ridottissima partecipazione a causa della defezione degli equipaggi britannici e francesi per disaccordi sul regolamento ed a ritardi di messa a punto e nella realizzazione dei velivoli affidati agli italiani. Al 20 settembre solo l'S.12 di Bologna fu in grado di prendere il via alla gara, riuscendo a percorrere i dieci giri previsti del circuito in 2:10:35 alla media di 172,561 km/h ed aggiudicandosi così il trofeo.